# Agnese Dolci
Agnese Dolci (Firenze, 14 settembre 1659 – 1689) è stata una pittrice italiana.

## Biografia
Figlia d'arte, studiò con suo padre Carlo Dolci di cui ne imitò lo stile. Tra le sue opere più riuscite ricordiamo le sue teste della Vergine e di Gesù Bambino. In generale produsse poche opere. Morì poco tempo dopo suo padre, presumibilmente per complicazioni da parto.